# Museo Histórico Municipal de Valencia
El Museo Histórico Municipal de Valencia es un museo que se encuentra en el edificio de la casa consistorial de Valencia, en la plaza del Ayuntamiento. Es bien de interés cultural con anotación ministerial R-I-51-0001417 de 1 de marzo de 1962.

## Historia
Forma un todo con el archivo municipal, que puede considerarse uno de los más completos y mejor conservados de todo el territorio español. Iniciado en el año 1238, con la reconquista de Jaime I, y la conversión de la ciudad de Valencia, de capital del reino islámico, a capital de un estado cristiano.
La primera sede del archivo de la ciudad fueron unas casas habilitadas para establecer la Curia de la ciudad, en la plaza de la Almoina, en la parte trasera de la catedral de Santa María de Valencia.
Más tarde, en 1311, el Consejo de la Ciudad de Valencia compró unos terrenos al principio de la calle Caballeros, en el que construyó un palacio, en el sitio donde actualmente hay unos jardines adyacentes al Palacio de la Generalidad Valenciana, donde ubicó tanto el archivo de la ciudad como un conjunto de valiosos objetos relacionados con la historia de la ciudad, manteniéndose en esta localización hasta mediados del siglo XIX.
El crecimiento de la ciudad supuso un aumento considerable de las necesidades políticas, administrativo-burocráticas y de salvaguarda, tanto de la documentación que conservaba el archivo Municipal, como otros objetos de gran valor históricos, conservados durante más de seis siglos; pusieron de relieve la importancia de buscar una nueva ubicación ya que el viejo edificio del palacio municipal estaba en un lamentable estado ruinoso.
Entre los posibles edificios disponibles para ser ocupados para estos fines, se consideró que la Real Casa de Enseñanza (fundada en el siglo XVIII por el arzobispo Andrés Mayoral), era la que tenía mejores condiciones para ser ocupada inmediatamente, lo que empezó a hacerlo, de manera gradual, a partir del 1854, y que no se finalizó hasta 1934 (año en el que se consiguió tener todas las dependencias de la Casa de Enseñanza, al contar con la iglesia de Santa Rosa de Lima, que estaba situada en la calle periodista Azzati, calle de la Longaniza en ese momento.
El museo y el archivo fueron de las primeras cosas que ocuparon el nuevo edificio del cosistorio valenciano. A partir de la Segunda República, tanto el archivo como el museo se ubicaron en el templo de Santa Rosa de Lima.

## Contenidos

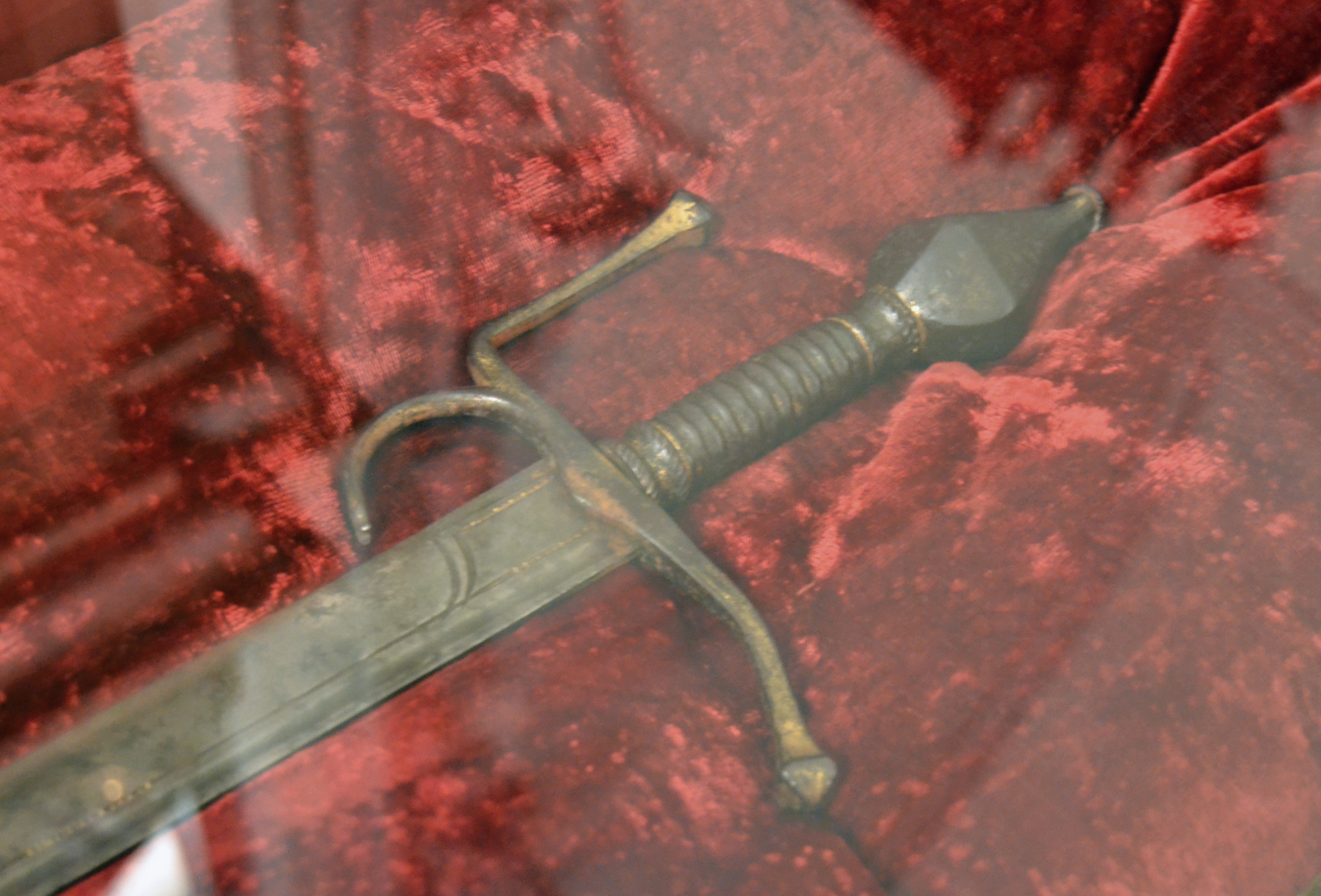
Empuñadura de la espada del rey Jaime I.
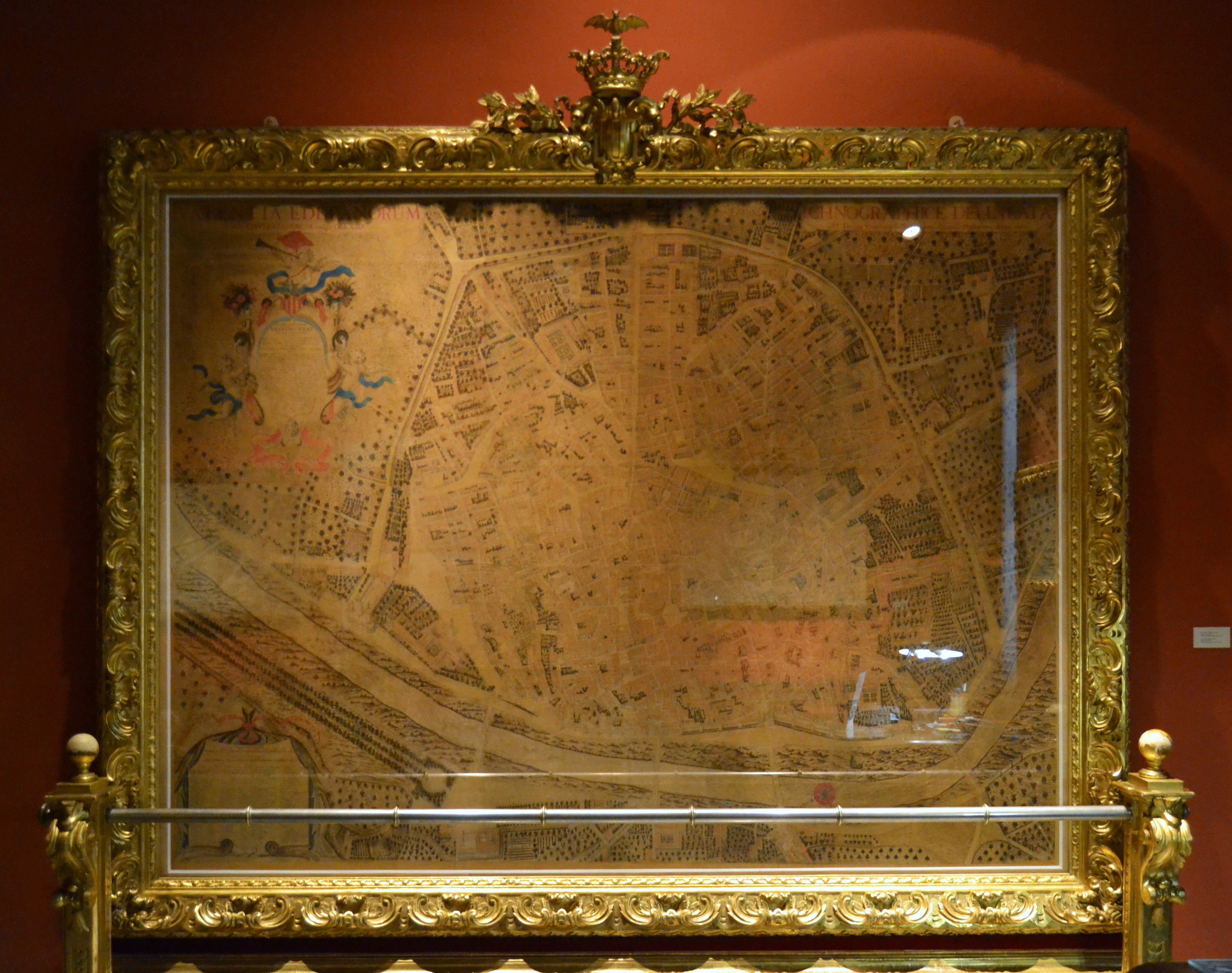
Plano del Pare Tosca, 1704.
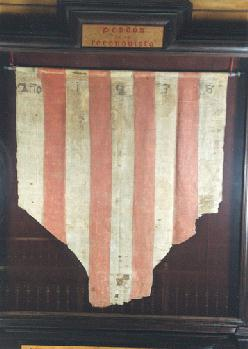
Pendón de la conquista.
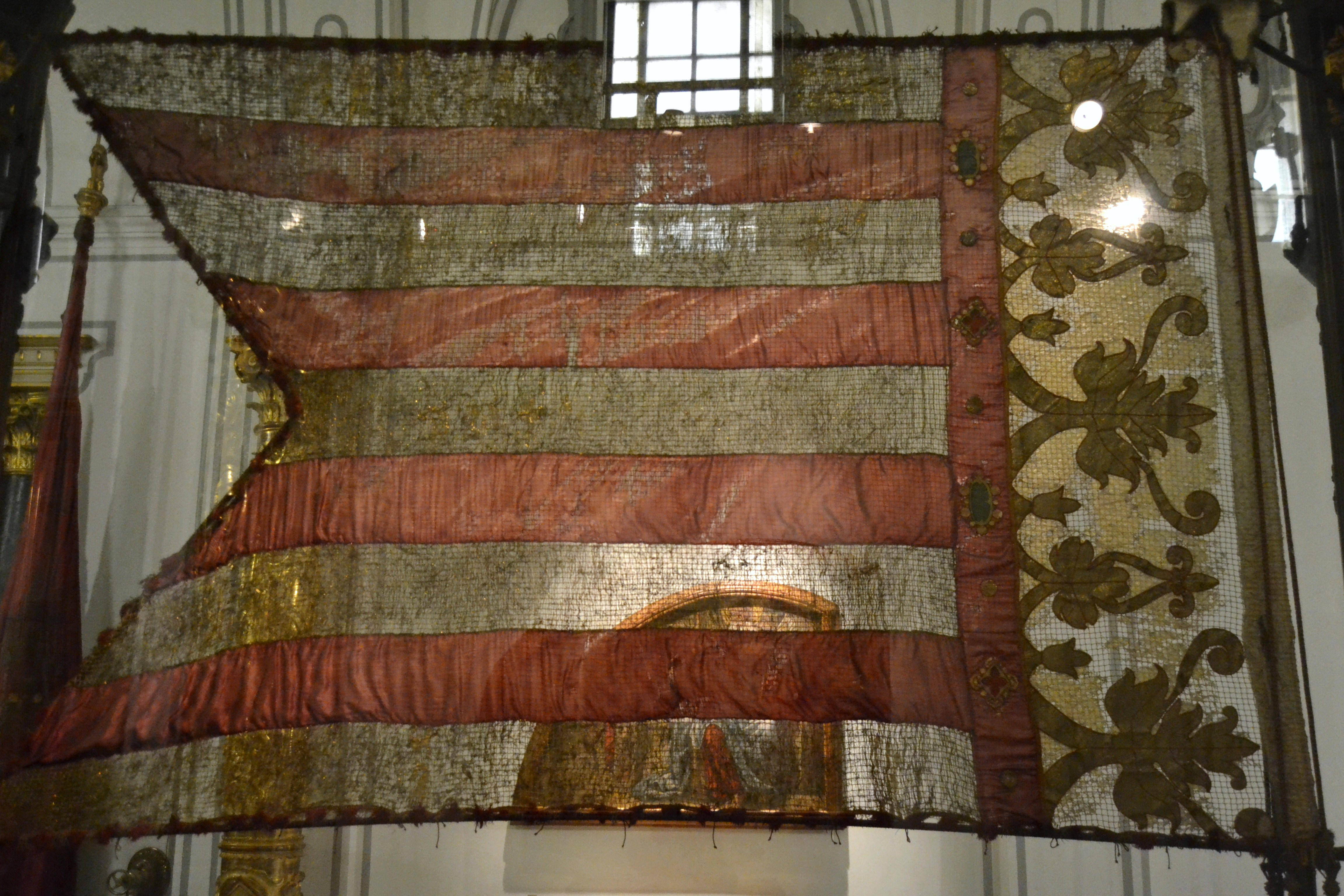
Real Senyera.
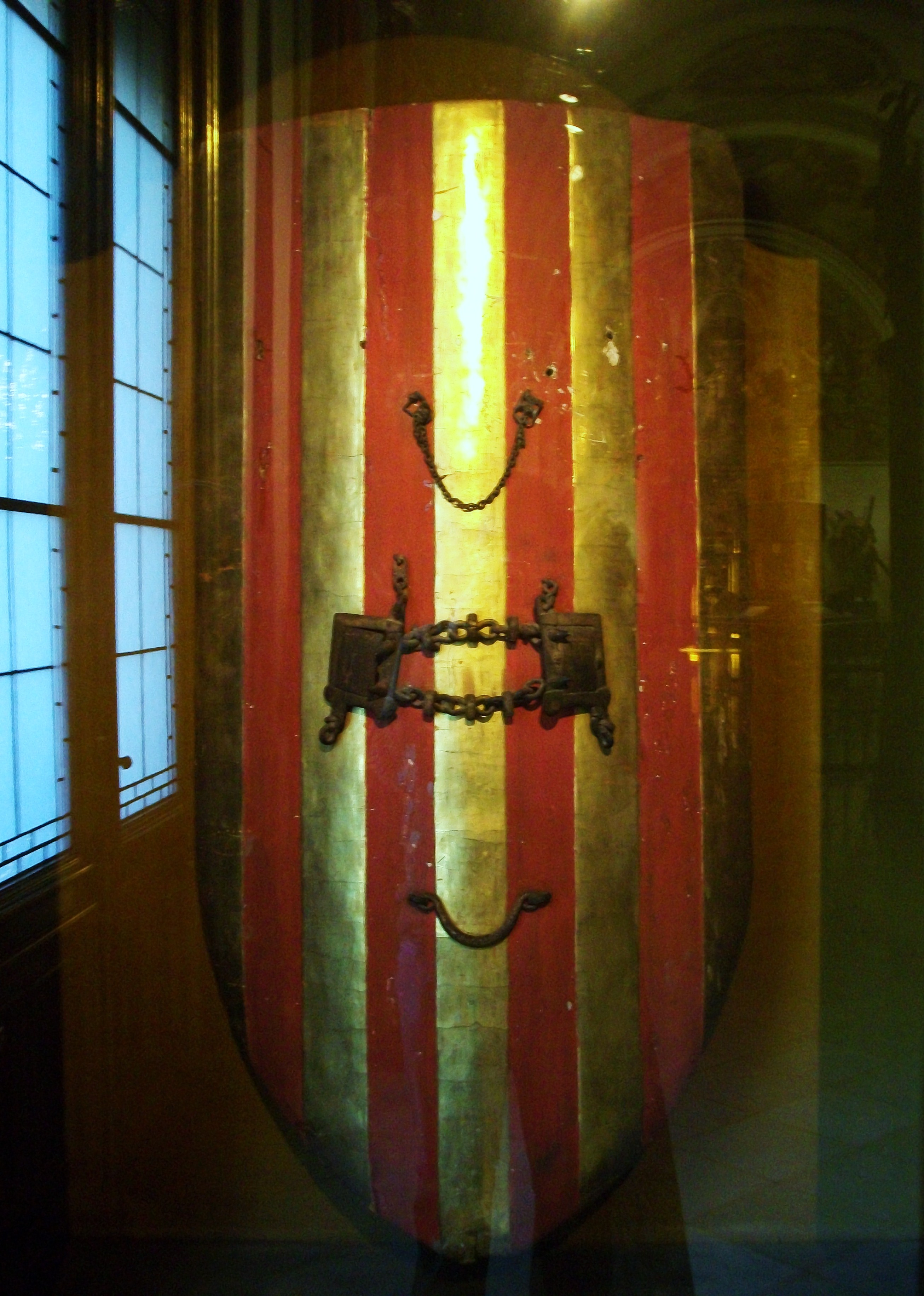
Trofeo de la conquista.
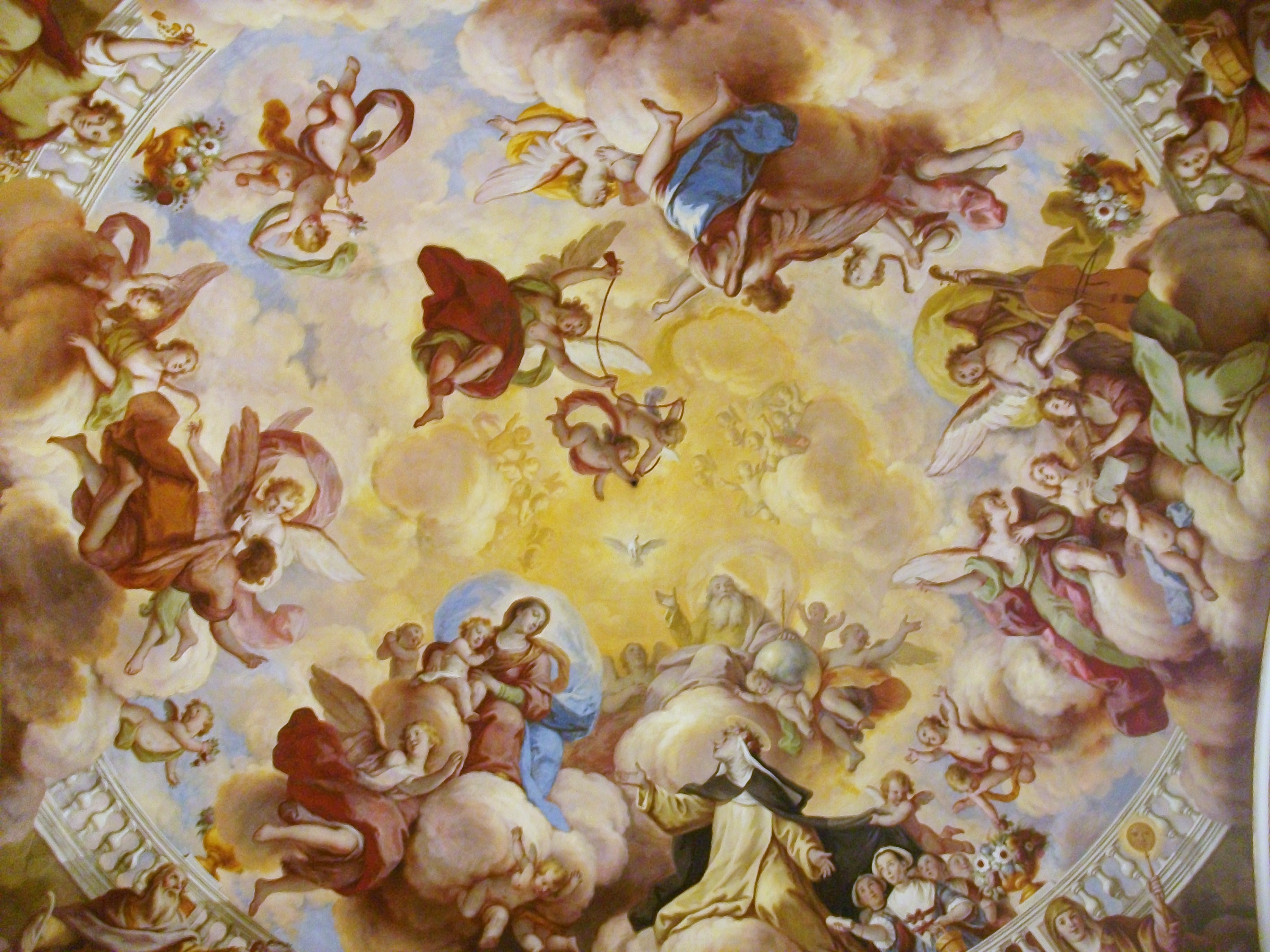
Frescos de Vergara.